# Port lotniczy Jomo Kenyatta

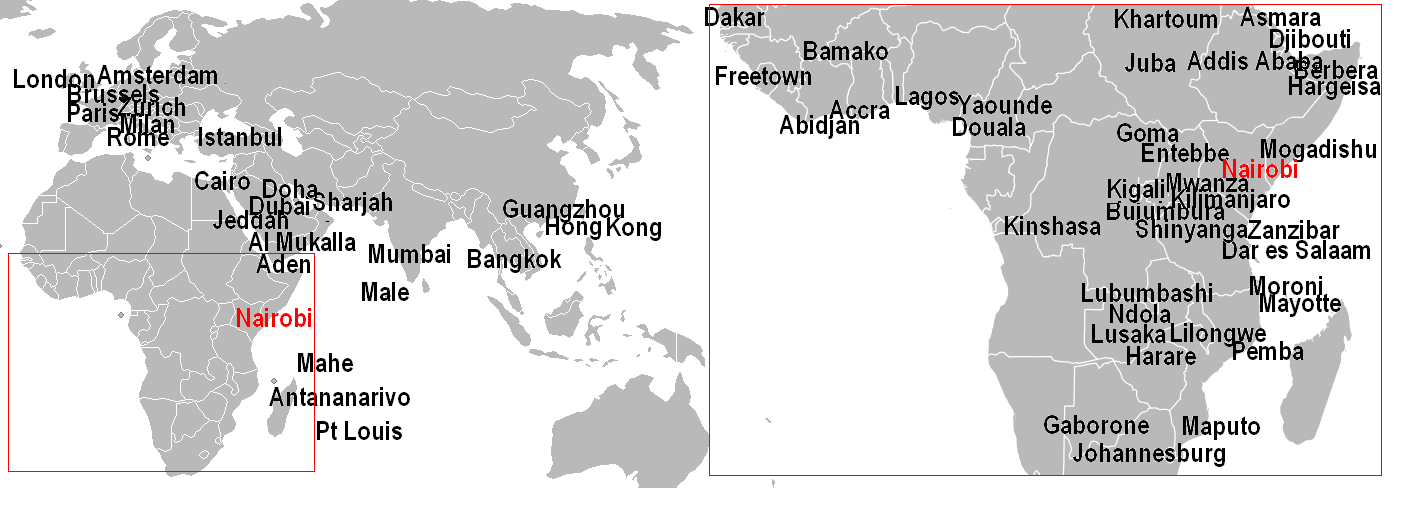
Mapa połączeń

Port lotniczy Jomo Kenyatta – międzynarodowe lotnisko położone 15 km od Nairobi. Jest największym portem lotniczym Kenii i 7. w Afryce. Port został otwarty w 1958. W 2004 obsłużył 3 999 711 pasażerów. Jest to najruchliwszy port lotniczy Afryki Wschodniej i 6. w Afryce. Lotnisko nosi imię po pierwszym prezydencie Kenii Jomo Kenyatta.
Lotnisko znajduje się w Embakasi, na przedmieściach, na południowy wschód od Nairobi (15 km od centrum miasta). W pobliżu przebiega Autostrada Mombasa, która jest główną drogą łączącą Nairobi i lotnisko. W planach jest uruchomienie połączenia kolejowego.
Lotnisko jest głównym węzłem Kenya Airways i Fly540.

## Historia
Port lotniczy Nairobi-Embakasi został otwarty w maju 1958 przez ostatniego gubernatora Kenii, Evelyn Baring. Lotnisko miało zostać otwarte przez królową Elżbietę, jednak była ona opóźniona w Australii i nie mogła dokonać ceremonii.
Później terminal zbudowano po drugiej stronie pasa startowego i lotnisko został przemianowane na Jomo Kenyatta International Airport. Stary terminal jest czasami określany jako Old Embakasi Airport i jest używany przez Kenijskie Siły Powietrzne.

## Linie lotnicze i połączenia

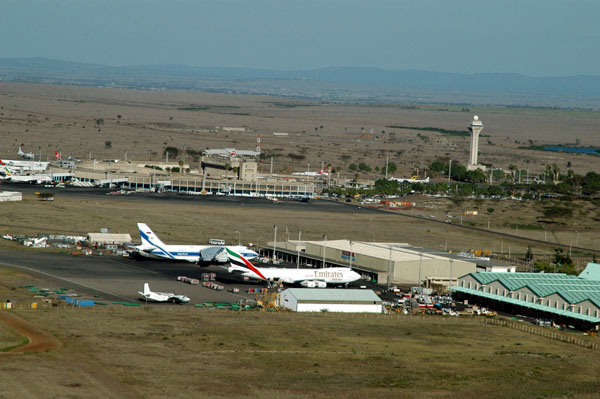
Terminal Cargo

| Linia Lotnicza          | Kierunek |
| ----------------------- | --- |
| African Express Airways | 1. Boosaaso 2. Garoe 3. / Hargejsa 4. Dżuba 5. Mogadiszu |
| Air Arabia              | 1. Szardża |
| Air France              | 1. Paryż-Charles de Gaulle |
| Air India               | 1. Delhi |
| Air Tanzania            | 1. Dar es Salaam |
| Airlink                 | 1. Johannesburg |
| Asky Airlines           | 1. Lomé |
| British Airways         | 1. Londyn-Heathrow |
| Brussels Airlines       | 1. Bruksela (od 3 czerwca 2024) |
| China Southern Airlines | 1. Changsha 2. Guangzhou |
| Daallo Airlines         | 1. Mogadiszu |
| EgyptAir                | 1. Kair |
| Emirates                | 1. Dubaj |
| Ethiopian Airlines      | 1. Addis Abeba |
| Etihad Airways          | 1. Abu Zabi (powrót od 1 maja 2024) |
| Fly540                  | 1. Eldoret 2. Homa Bay 3. Dżuba 4. Kisumu 5. Manda 6. Lodwar 7. Mombasa 8. Zanzibar |
| IndiGo Airlines         | 1. Mumbaj |
| Jambojet                | 1. Eldoret 2. Goma 3. Manda 4. Kisumu 5. Malindi 6. Mombasa 7. Ukunda/Diani Beach |
| Jubba Airways           | 1. Mogadiszu |
| Kenya Airways           | 1. Abidżan 2. Akra 3. Addis Abeba 4. Amsterdam 5. Antananarywa 6. Bamako 7. Bangkok-Suvarnabhumi 8. Bangi 9. Blantyre 10. Brazzaville 11. Bużumbura 12. Kapsztad 13. Dakar-Diass 14. Dar es Salaam 15. Dżibuti 16. Dubaj 17. Dzaoudzi 18. Eldoret 19. Entebbe 20. Freetown 21. Guangzhou 22. Harare 23. Johannesburg 24. Dżuba 25. Chartum 26. Kigali 27. Kilimandżaro 28. Kinszasa 29. Kisumu 30. Lagos 31. Libreville 32. Lilongwe 33. Livingstone 34. Londyn-Gatwick (od 2 lipca 2025) 35. Londyn-Heathrow 36. Luanda 37. Lubumbashi 38. Lusaka 39. Mahé 40. Malindi 41. Maputo 42. Mauritius 43. Mogadiszu 44. Mombasa 45. Monrovia 46. Moroni 47. Mumbaj 48. Nampula 49. Ndola 50. Nowy Jork-JFK 51. Paryż-Charles de Gaulle 52. Victoria Falls 53. Zanzibar |
| KLM                     | 1. Amsterdam |
| LAM Mozambique Airlines | 1. Dar es Salaam 2. Maputo 3. Pemba |
| Lufthansa               | 1. Frankfurt |
| Malawi Airlines         | 1. Lilongwe |
| Precision Air           | 1. Dar es Salaam 2. Kilimandżaro 3. Zanzibar |
| Qatar Airways           | 1. Doha |
| RwandAir                | 1. Entebbe 2. Kigali |
| Saudia                  | 1. Dżudda |
| Turkish Airlines        | 1. Stambuł |
| Uganda Airlines         | 1. Entebbe |

### Cargo
| Linia Lotnicza             | Kierunek |
| -------------------------- | --- |
| Astral Aviation            | 1. Aktobe 2. Dar es Salaam 3. Delhi 4. Dubaj-Al Maktoum 5. Entebbe 6. Harare 7. Hongkong 8. Johannesburg 9. Dżuba 10. Kigali 11. Liège 12. Lilongwe 13. Lusaka 14. Maputo 15. Mogadiszu 16. Mumbaj 17. Mwanza 18. Pemba 19. Zanzibar Czartery: 1. Aden 2. Dżibuti 3. / Hargejsa 4. Chartum 5. Guangzhou |
| Cargolux                   | 1. Amsterdam 2. Luksemburg 3. Maastricht Aachen 4. Johannesburg |
| EgyptAir Cargo             | 1. Kair |
| Emirates SkyCargo          | 1. Dubaj-Al Maktoum 2. Maastricht Aachen |
| FedEx Express              | 1. Dubaj |
| Lufthansa Cargo            | 1. Frankfurt 2. Johannesburg |
| Martinair                  | 1. Amsterdam 2. Johannesburg |
| Network Airline Management | 1. Londyn-Stansted |
| Qatar Airways Cargo        | 1. Bruksela 2. Doha |
| Saudia Cargo               | 1. Amsterdam 2. Dżudda 3. Maastricht Aachen |
| Silk Way Airlines          | 1. Baku 2. Londyn-Stansted 3. Maastricht Aachen |
| Singapore Airlines Cargo   | 1. Amsterdam 2. Johannesburg 3. Szardża 4. Singapur |
| Turkish Cargo              | 1. Entebbe 2. Stambuł 3. Chartum 4. Kinszasa 5. Maastricht Aachen |